# تشان وي نجاي
ولد تشان وي نجاي في 6 فبراير 1953 في هونغ كونغ المعروف باسم بيلي تشان هو ممثل ومخرج ولاعب فنون قتالية ومصمم رقصات ومنتج أفلام ورجل أعمال. 
حصل تشان على جائزة هونغ كونغ السينمائية في عام 1983 لأفضل تصميم رقصات، في السنوات اللاحقة حصل تشان على العديد من جوائز تصميم الرقصات.

## حياته
ولد تشان في 6 فبراير 1953 في هونغ كونغ مع شقيقه تشان لونغ، في سن السابعة التحق بمدرسة ناهوا الابتدائية في جزيرة هونغ كونغ لكنه فشل في عامه الأول وبعد ذلك سحبه والديه من المدرسة.
في سنوات مراهقته، تم إرساله إلى الأكاديمية الصينية (Peking Opera School) الذي يديرها يو جيم يوين، تدرب تشان أيضًا على الفنون القتالية وتفوق فيها وفي الألعاب البهلوانية. ترك تشان لاحقا أكاديمية (Peking Opera School) .
في وقت لاحق بدأ تشان بإخراج أفلام فنون الدفاع عن النفس. تدرب تشان على فنون الدفاع عن النفس عند المعلم بروس لي وظهر في العديد من الأفلام مع لي، بما في ذلك فيلم الرئيس الكبير و قبضة الغضب و دخول التنين .

## روابط خارجية
تشان وي نجاي على موقع IMDb (الإنجليزية)
- تشان وي نجاي على موقع قاعدة بيانات الفيلم (الإنجليزية)